# Мечеть Нуртай
Мечеть «Нурта́й» (каз. «Нұртай» мешіті) — мечеть в городе Кандыагаш, по адресу: улица А. Калиева, дом 9. С момента постройки мечети в 1997 году, должность имама мечети занимал Оразалы-хаджи Шынболатов, затем, в 2009 году, на его место был назначен Габит Сактапулы Маткаримов (ныне наиб-имам мечети Нур Гасыр).
Мечеть названа в честь местного религиозного деятеля и имама Джурунской мечети Нуртая Курманалина, который был репрессирован во времена Советского Союза. После того как в 1995 году Нуртая Курманалина реабилитировали, его внук, Бауыржан Хайруллаевич Курманалин, построил мечеть в честь своего деда сначала в Кандыагаше (1997 год), а затем и в Джуруне (2004 год).
В 2011 году мечеть была отремонтирована в рамках акции «Көркейе бер, туған жер!». В ходе капитального ремонта были сделаны отдельные входы в мужской и женский молельные залы.